# 1441 en santé et médecine
| Années de la santé et de la médecine : 1438 - 1439 - 1440 - 1441 - 1442 - 1443 - 1444    |
| Décennies de la santé et de la médecine : 1410 - 1420 - 1430 - 1440 - 1450 - 1460 - 1470 |

Cet article présente les faits marquants de l'année 1441 en santé et médecine.

## Événements

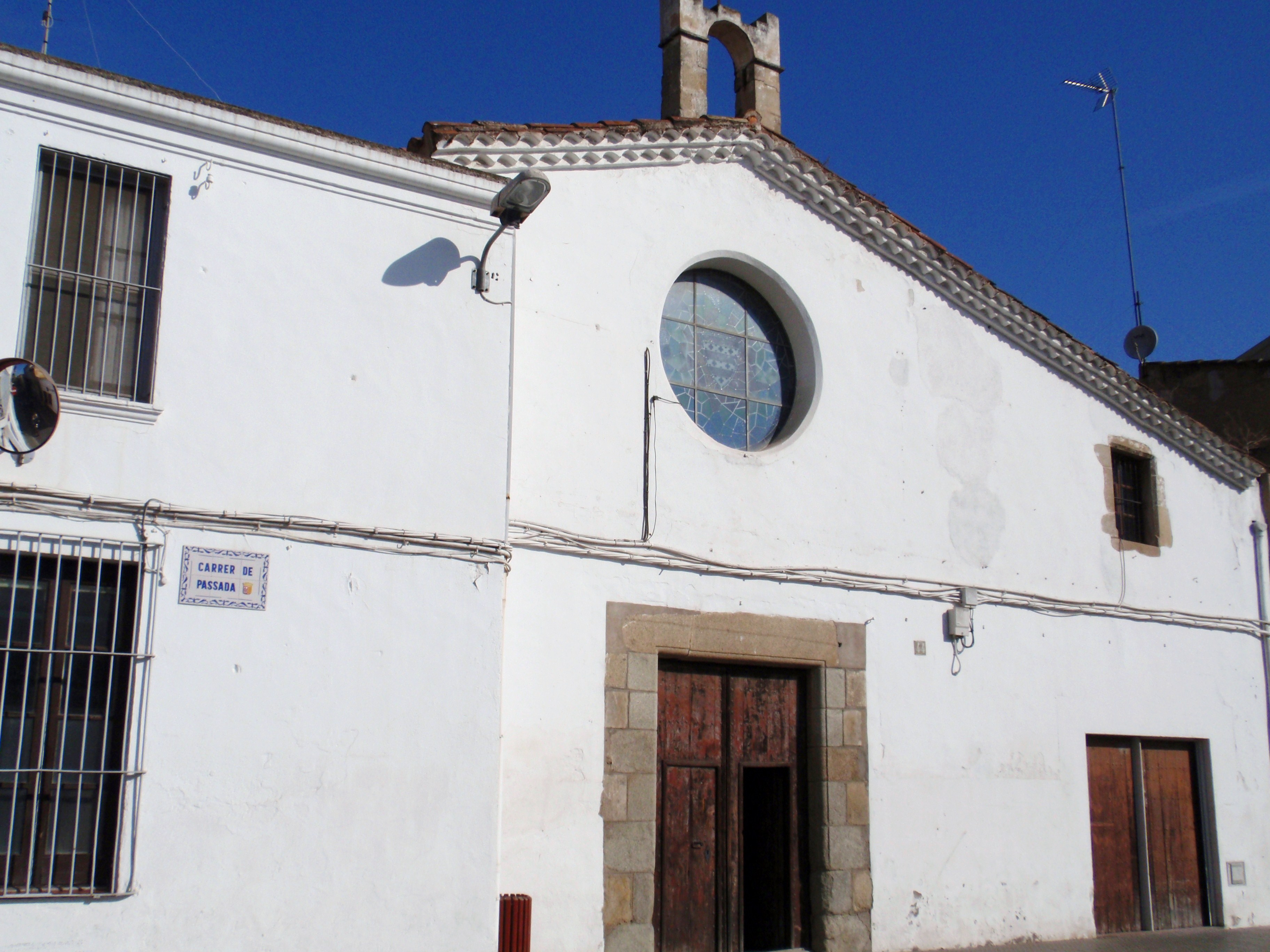
Ancien hôpital
de Malgrat de Mar

- 7 juin : à la requête de l'archevêque Pey Berland, le pape Eugène IV fonde l'université (studium generale) de Bordeaux, où, avec la théologie, l'art et le droit, la médecine est enseignée dès l'origine[1].
- 29 décembre : Hug Descolomer fonde par testament à Vilanova de Palafolls, ancien nom de Malgrat de Mar, en Catalogne, un hôpital destiné à recevoir les indigents et les malades des environs, qui ouvrira en 1443, et accueillera en 1979 la « communauté thérapeutique de Malgrat » (Comunitat Terapèutica de Malgrat (ca)), institution dédiée au traitement des malades atteints de troubles mentaux [2].
- Fondation de l'Ordre royal des pharmaciens de Valence, en Espagne[3].
- Le service médical de la ville de Mons, capitale du Hainaut, comprend trois médecins et quatre chirurgiens[4].
- En fondant le King's College de Cambridge, sur un total de soixante-dix places, le roi Henri VI n'en réserve que deux aux étudiants en médecine[5].
- Attestée à Capodistria, alors possession de la Sérénissime, la pharmacie au Phénix (Alla Fenice), propriété de la famille Palma, restera en activité jusqu'en 1959[6].
- 1441-1443 : fondation de la maison-Dieu d'Autun en Bourgogne par le chancelier Rolin[7].

## Naissance
- 1441 ou 1444[8] : Antonio de Nebrija (mort en 1522), historiographe du Roi catholique, auteur d'un Lexicon artis medicamentariae publié à Alcalá de Henares en 1518[9].

## Décès
- Avant le 26 juillet : Nicolas Burguet (né à une date inconnue), clerc du diocèse de Rouen, reçu docteur en médecine à Paris[10].
- Septembre : Antonio Cermisone (it) (né à une date inconnue), médecin italien, professeur à Padoue et Pavie, auteur de divers traités de médecine[11].
- Jean Riparia (né à une date inconnue), reçu docteur en médecine à Poitiers[10].